# Parablarinella griselda
Parablarinella griselda is een zoogdier uit de familie van de spitsmuizen (Soricidae). De wetenschappelijke naam van de soort werd voor het eerst geldig gepubliceerd door Thomas in 1912.

## Voorkomen
De soort komt voor in China en Vietnam.